# 羅素街

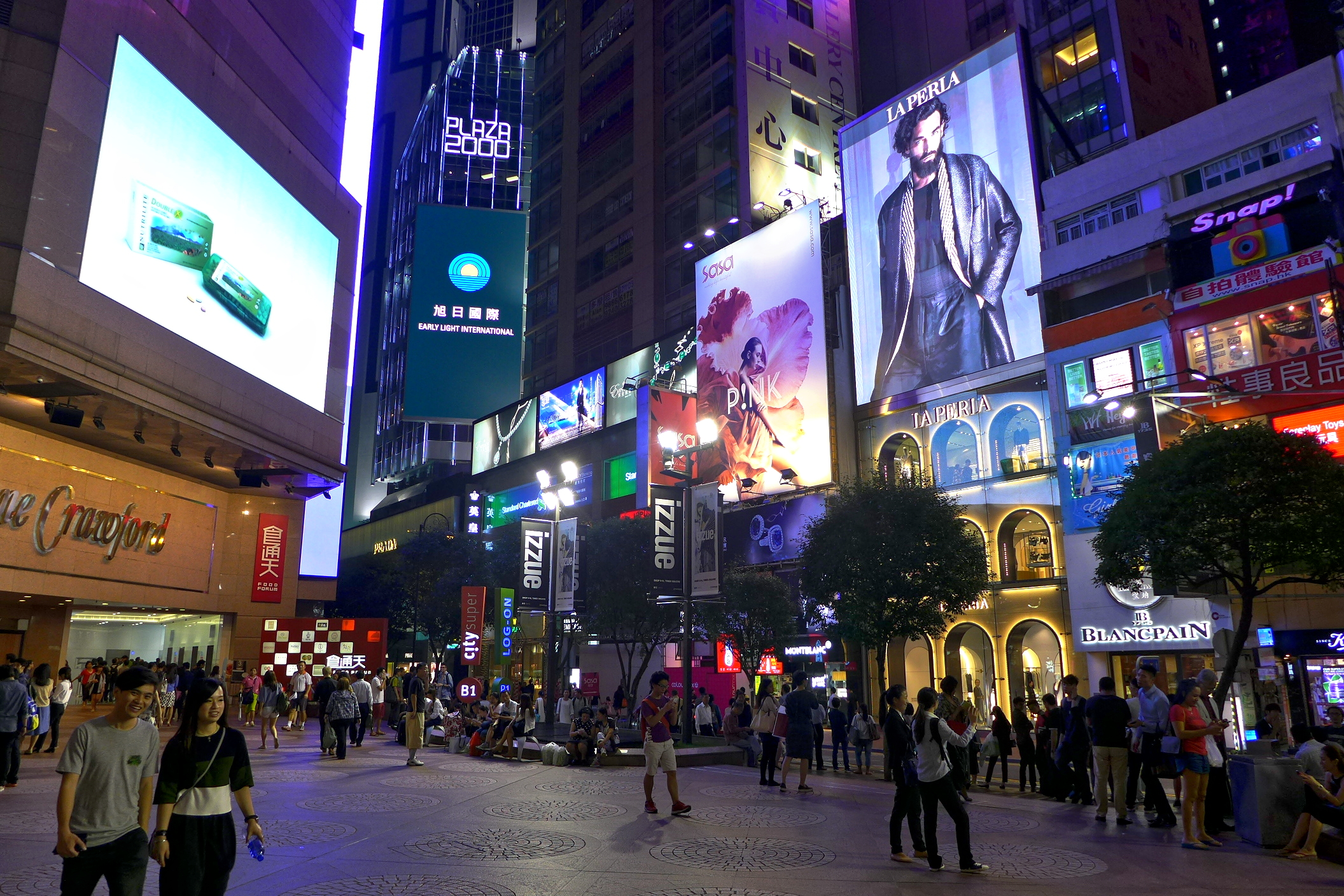
晚上的羅素街

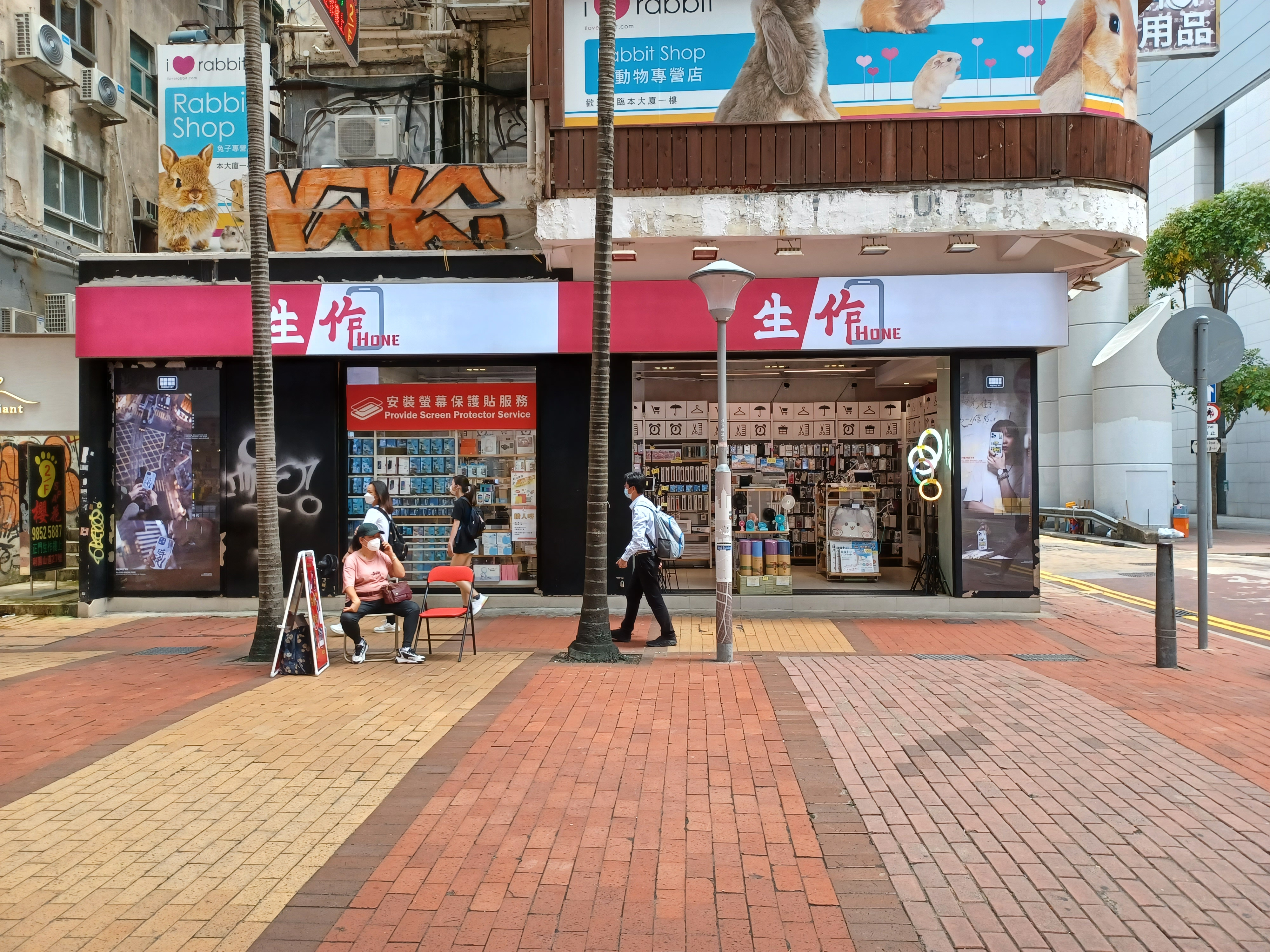
利園山道27號面向羅素街的商舖

羅素街（英語：Russell Street）是位於香港灣仔區銅鑼灣西面的街道，單程西向行車，東起利園山道，西至堅拿道東。現在的羅素街已經是銅鑼灣中最繁忙的街道之一，波斯富街以東一段已劃作永久行人專用區，以西一段（時代廣場外）也被劃作行人優先區，地面棄用瀝青而改鋪紅磚。

## 歷史
羅素街於1882年通車，以時任香港庫務司羅素（James Russell，舊譯剌士利）的名字命名。1905年 華僑簡照南、簡玉階兄弟的廣東南洋煙草於羅素街設立倉庫，但1908年因被英美煙草公司控以侵權而倒閉。
1920年代，香港電車將銅鑼灣電車廠由寶靈頓道與堅拿道西一帶遷至羅素街，曾於1950年爆發羅素街事件的警民衝突。
1950年代至1980年代，羅素街為包羅萬有的市集，滿佈舊舖、新鮮食物的街檔和各式貨品的檔户，也稱為「老鼠街」。當銅鑼灣電車廠於1991年2月被拆卸，原址興建時代廣場並於1994年落成之後，鄰近的羅素街各幢舊建築物進行重建計劃，將舊式街市蛻變成名店林立的街道，徹底改變了附近的面貌。 2012年，羅素街在兩年內先後超越法國巴黎香榭丽舍大街和美國第五大道，成為每月商用租金全世界最昂貴街道。
此情況在2015年中已見大幅回落趨勢，銅鑼灣整體的商業舖位更出現長期空置狀況。到2020年開始部分舖位以短租店為主。2021年中羅素街8號地下1號及2號舖，多年來一直由英皇鐘錶珠寶承租作勞力士專門店，月租曾高達350萬元，惟去年約滿遷出後，舖位丟空半年，才改由中價意大利時裝品牌承租，每月租金約60萬元。到2022年初，奧地利水晶品牌Swarovski受到疫情影響而撤出，羅素街尾段9個舖位目前只僅餘一個長租客。而目前羅素街有至少6間口罩店，其中一間租金約10萬元，較高峰期月租累挫近90%。而金朝陽中心的Burberry結業後亦改為開設運動品牌。
2019年修例風波中，有示威者曾於晚上在此街道的其中一塊路牌上放了擴音喇叭，並循環播放「毅進仔，執石仔」的錄音，結果被巡邏的防暴警察當場以拍打和踐踏形式處理擴音喇叭。
金朝陽中心地下至1樓前Burberry位置曾於2023年4月23日開設全球首間以變形金剛為主題的餐飲概念店，外牆裝設全港首個結合實體建築之裸眼3D螢幕。惟已於2025年2月8日結業，並於同年5月遷至深圳發展。

## 鄰近景物
- 時代廣場
- 堅拿道天橋

## 鄰近街道
- 堅拿道
- 勿地臣街
- 登龍街
- 波斯富街

## 交通
港鐵
- █  港島綫：銅鑼灣站A出口

## 外部連結
维基共享资源上的相關多媒體資源：羅素街